# اورلوفکا (بولشوی آنیوی)
اورلوفکا (انگلیسی: Orlovka) یک رود در ناحیه خودگردان چوکوتکای کشور روسیه است.